# Taxilejeunea conformis
Taxilejeunea conformis là một loài Rêu trong họ Lejeuneaceae. Loài này được (Nees & Mont.) Stephani miêu tả khoa học đầu tiên năm 1913.